# Sobeslav I, Duce al Boemiei
Sobeslav I (n. 1075, Praga, Sfântul Imperiu Roman – d. 14 februarie 1140, Hostin Hradec⁠(d), Ducatul Boemiei), aparținând Dinastiei Přemyslid, a fost duce al Boemiei între 1125 și 1140.

## Biografie
Sobeslav a fost fiul cel mai mic al primului rege al Boemiei, Vratislav al II-lea, și al soției sale, Świętosława de Polonia.

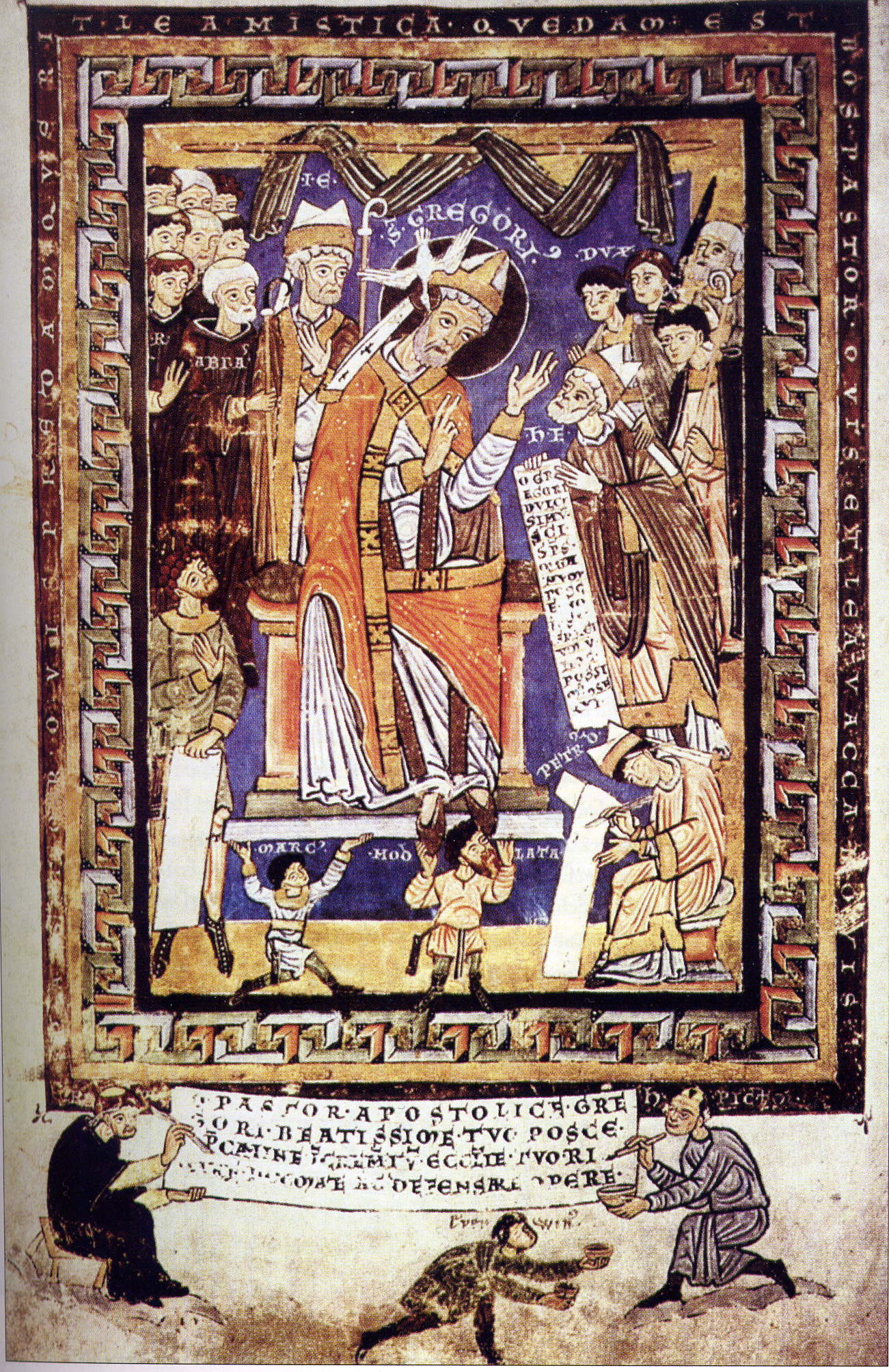
Sobeslav I (reprezentare în Horologium Olomucense, 1136)

Primele relatări despre Sobeslav I datează din 1107 și se referă la exilarea sa în Polonia, împreună cu ducele destituit Borivoi al II-lea, la ducele polonez Boleslav al III-lea. Cu toate acestea, în 1111 Sobeslav a primit administrarea teritoriilor din jurul orașului Žatec. În 1113 au existat dispute cu fratele său, ducele Boemiei, Vladislav I. În 1115 cei doi frați au ajuns la o înțelegere și Sobeslav a primit în stăpânire Königgrätz (în cehă Hradec Králové) și zona din jurul orașelor Brno (Brněnsko) și Znaim (Znojemsko). În 1123 conflictele dintre cei doi frați au izbucnit din nou. Toate posesiunile lui Sobeslav au fost confiscate el însuși plecând din nou în exil.
Un an mai târziu fratele său s-a îmbolnăvit și mama sa l-a rechemat în țară. Frații au ajuns din nou la o înțelegere astfel încât Vladislav l-a numit pe Sobeslav succesorul său. Vladislav a murit în 1125. Totuși, Sobeslav a trebuit să lupte pentru tron împotriva lui Otto al II-lea al Moraviei, care revendica tronul Boemiei și ceruse ajutorul regelui german Lothar al III-lea. În 1126 Lothar a invadat Boemia. La 18 februarie 1126 a avut loc a doua bătălie de la Chlumec, în care Sobeslav a învins. Otto al II-lea a căzut în luptă, oastea imperială a fost înconjurată, iar regele Lothar forțat să negocieze. Ca urmare, Sobeslav a fost înfeudat cu Ducatul de Boemia și au urmat câțiva ani de pace.
Epoca lui Sobeslav I a fost caracterizată de o stabilizare treptată a Boemiei, care suferise în ultimele sute de ani datorită repetatelor conflicte din familia cârmuitoare. Sobeslav a construit mai multe castele și cetăți. Deja în timpul domniei predecesorului său, Sobeslav împreună cu episcopul Heinrich Zdik de Olomouc, a inițiat întemeierea mănăstirilor Ordinelor premonstratens și cistercian. Sobeslav a cârmuit cu mână de fier, mai ales împotriva propriei sale familii deja mult ramnificată și ai cărei mulți membri pretindeau puterea în diferite teritorii. Astfel în 1126 l-a întemnițat pe Bretislav (d. 1130), fiul ducelui Bretislav al II-lea, ca și pe ducele de Znojmo, Conrad Lutold, în 1128 în cetatea Dohna. Această abordare, dar și stingerea liniei din Moravia a familiei Přemyslid, au dus la o alianță de guvernământ stabilă în Boemia. Deși Moravia a rămas un margrafiat independent, din acest moment margraful Moraviei a fost, de regulă, un membru al familiei Přemyslid din Praga. În plus, influența nobilimii și a imperiului crescuse în deceniile tulburi dinainte, astfel încât sub Sobeslav I și succesorii săi, Boemia a devenit o parte stabilă a imperiului cu o clasă aristocratică puternică. Această evoluție a găsit expresie în acordarea demnității regale succesorului lui Sobeslav, Vladislav al II-lea, Boemia devenind regat. Colonizarea cu populație germană în regiunea estică, care fusese susținută în timpul domniei lui Lothar al III-lea și care avea să dureze până în secolul al XIV-lea, a facilitat pătrunderea pașnică a culturii germane în Boemia, în mod deosebit prin întemeierea de orașe germane.
În ultimii ani ai vieții Sobeslav a încercat să obțină de la noul rege german Conrad al III-lea, promisiunea că după moartea sa fiul său, Vladislav, va fi înfeudat cu Boemia. Această promisiune i-a fost făcută în 1138, dar ea a rămas fără valoare deoarece, după moartea lui Sobeslav, puternica nobilime boemă l-a ales ca duce pe nepotul său, Vladislav al II-lea.
În 1139 Sobeslav a contractat o boală pe când se afla la curtea sa din Chvojna în estul Boemiei. De Crăciun, în același an, a fost dus la Castelul Hostin, unde a murit pe 14 februarie 1140.

## Căsătorie și descendenți
Sobeslav I s-a căsătorit în 1123 cu Adelaida de Ungaria (n. c. 1105 – d. 15 septembrie 1140), fiica principelui Almos de Ungaria. Cuplul a avut cinci copii:
- Vladislav (d. 1165), duce de Olomouc, căsătorit în c. 1152 cu o fiică margrafului Albert I de Brandenburg;
- Sobeslav (n.c. 1128 – d.1180),
- Ulrich (n. 1134 – d. 1177),
- Maria (n.c. 1124 – d. după 1172), căsătorită cu margraful austriac Leopold al IV-lea și apoi cu margraful Herman al III-lea de Baden;
- Venceslau (n. 1137 – d. 1192), duce al Boemiei.